# Осувка (Серпецький повіт)
Осувка (пол. Osówka) — село в Польщі, у гміні Серпць Серпецького повіту Мазовецького воєводства.
Населення — 125 осіб (2011).
У 1975-1998 роках село належало до Плоцького воєводства.

## Демографія
Демографічна структура станом на 31 березня 2011 року:
|          | Загалом | Допрацездатний вік | Працездатний вік | Постпрацездатний вік |
| -------- | ------- | ------------------ | ---------------- | -------------------- |
| Чоловіки | 58      | 10                 | 42               | 6                    |
| Жінки    | 67      | 16                 | 37               | 14                   |
| Разом    | 125     | 26                 | 79               | 20                   |